# Savalia savaglia
Savalia savaglia  (лат.), или золотой коралл — вид колониальных кораллов из семейства Parazoanthidae. Встречается в Северо-Восточной Атлантике и Средиземном море, где часто уживается с горгонариями. Колонии этих кораллов чрезвычайно долгоживущие, продолжительность их жизни может достигать более 2700 лет.

## Описание
Savalia savaglia образует крупные древовидные колонии. Полипы около 3 см в высоту, жёлтого цвета, выделяют роговой коричневый или чёрный скелет, который используется для опоры колонии. Каждый полип имеет вверху диск в окружении около тридцати щупалец (тентаклей). Щупальца расположены в двух пучках, а не по всей поверхности полипа, что указывает на то, что этот вид является зоантарией, а не восьмилучевым кораллом или членом другого подкласса шестилучевых кораллов.

## Ареал
Savalia savaglia встречается в западной части Средиземного моря, между Гибралтарским проливом и Сардинией. В Атлантическом океане их ареал включает Канарские острова, Мадейру и атлантические побережья Испании и Португалии. Этот вид является редкостью на протяжении большей части своего ареала, относительно большое число колоний обитает в Коринфском заливе и Мраморном море. Диапазон глубин обитания варьирует от 10 до 120 м. Исследования показали, что наиболее подходящее место обитания для этих кораллов — жёсткое морское дно с камнями, на глубине от 34 до 77 м.

## Экология
Образование колонии Savalia savaglia часто начинается с колонизации поверхности горгонарии, например Paramuricea clavata или Eunicella singularis. Затем новые кораллы обволакивают горгонарию и производят свой собственный жёсткий каркас, что делает их колонию самонесущей. Он вырастает до высоты 2 метров с диаметром «ствола» 14 см. Скелет богат гистидином и содержит необычные экдистены. Скорость роста колонии невелика. Датировка на основе углерода-14 показала возраст колонии кораллов в 2700 лет, что делает данный вид одним из самых долгоживущих животных на Земле. Из-за этой долговечности большого жёсткого трехмерного каркаса, колонии Savalia savaglia влияют на морские течения, способствуют стабилизации заиления и увеличению локального осаждения тонкодисперсных частиц. Кроме того, они также способствует сохранению биоразнообразия морского дна.
Полипы S. savaglia питаются путём захвата планктона и других частиц из воды, а также поглощая растворенные в воде питательные вещества.
Колонии С. savaglia делятся на мужские и женские. Исследование территории в Северо-Западном Средиземноморье обнаружило на глубине 67 метров больше женских колоний, чем мужских. Сезон размножения приходится на декабрь, когда вода охлаждается. Этот зоантид может также размножаться бесполым путём.